# Bucky Pizzarelli
John Paul Pizzarelli, detto Bucky (Paterson, 9 gennaio 1926 – Saddle River, 1º aprile 2020), è stato un chitarrista statunitense.

## Biografia
Padre del chitarrista jazz John Pizzarelli e del bassista Martin Pizzarelli, collaborò con Les Paul, Stéphane Grappelli, Benny Goodman e altri artisti. Era considerato una leggenda nell'ambito della musica jazz e swing, in virtù del suo stile associabile a quello di chitarristi come Django Reinhardt o Freddie Green, da cui prese ispirazione.
Pizzarelli è morto il 1º aprile 2020, a causa di complicazioni derivanti dalla COVID-19, contratta durante la pandemia.

## Discografia parziale
- 1960 - Midnight Moods
- 1961 - Music Minus Many Men
- 1972 - Green Guitar Blues
- 1975 - Nightwings
- 1977 - Buck and Bud
- 1977 - Bucky's Bunch
- 1979 - 2 X 7 = Pizzarelli
- 1982 - Café Pierre Trio
- 1984 - Swinging Stevens
- 1986 - Solo Flight
- 1995 - Nirvana (con John Pizzarelli)
- 1996 - Solo and Duets (con John Pizzarelli)
- 1999 - Contrasts (con John Pizzarelli)
- 1999 - April Kisses
- 2000 - Italian Intermezzo (con Ken Peplowski)
- 2001 - One Morning in May
- 2001 - Passionate Guitars (con John Pizzarelli)
- 2001 - Twogether (con John Pizzarelli)
- 2004 - Hot Club of 52nd Street (con Howard Alden)
- 2005 - Moonglow (con Frank Vignola)
- 2006 - Around the World in 80 Years (con John Pizzarelli)
- 2006 - Doug and Bucky (con Doug Jernigan)
- 2007 - Five for Freddie (tributo a Freddie Green)
- 2007 - Generations (con John Pizzarelli)